# داسو فالکون ۱۰
داسو فالکون ۱۰ (به انگلیسی: Dassault Falcon 10) یک هواگرد ساختِ کارخانهٔ داسو اویاسیون در کشور فرانسه است که در سال ۱۹۷۰–۱۹۸۹ ساخته شد. این هواگرد برای نخستین بار در ۱ دسامبر ۱۹۷۰ میلادی مورد استفاده قرار گرفت.